# Homer's Barbershop Quartet
"Homer's Barbershop Quartet" är det första avsnittet från säsong fem av Simpsons. Avsnittet sändes på Fox den 30 september 1993. Avsnittet skrevs av Jeff Martin och regisserades av Mark Kirkland. I avsnittet får man reda på historien om The Be Sharps en barbershop-grupp där Homer Simpson var en medlem. Homer börjar berätta historien för Bart och Lisa på en bytesbasar där de hittar ett LP-album med honom. Avsnittet innehåller flera referenser till The Beatles. George Harrison samt David Crosby gästskådespelar som sig själv.

## Handling
Familjen Simpson besöker en bytesbasar där Bart och Lisa Simpson hittar ett LP-album där Homer är med på omslaget. Homer berättar då att han tillsammans med rektor Skinner, Barney och Apu hade en barbershop-grupp och han börjar berätta historien om bandet som de hade när Bart och Lisa var bara några år gamla. Bandets första spelningar var på Moe's Tavern. Under en av spelningarna blir det upptäckta av en musikagent som vill släppa ett album med dem om de byter ut Clancy Wiggum eftersom det annars blir för mycket Village People.  De håller en audition för en ersättare till Clancy men hittar ingen. De besöker sen Moe's där de upptäcker att Barney har en utmärkt sångröst som passar bandet och han blir deras nya medlem. Bandet fick namnet The Be Sharps. Familjen lämnar sen bytesbasaren.
Under resan på väg hem får en av familjens däck punktering så Marge måste gå till närmaste bensinmack för att byta ut hjulet. Under tiden fortsätter Homer berätta sin historia. För att lyckas måste bandet få en musikhit och Homer håller på att skriva låtarna då Marge berättar för honom att hon köpt en klisterlapp till bilen med texten "Baby ombord" detta får Homer att skriva megahiten, "Baby ombord". Bandet fick sen spelningar över hela USA och de vann också en Grammy.
Familjen har kommit hem och Homer visar för barnen alla prylar han har kvar från The Be Sharp. Bart och Lisa frågar då varför det började gå dåligt för bandet och Homer börjar berätta hur bandet splittrades. Barney började dejta en japansk konceptkonstartist som fick honom att lämna gruppen, eftersom han var bandets bassångare fick de inga större spelningar längre. De fick börja spela in reklamloopar och hamnade till slut på utelistan i  Us Weekly vilket gjorde att bandet splittrades. Berättelsen har väckt Homers minne och han ringer till sina gamla bandmedlemmar och de gör en spelning av deras megahit på taket hos Moe's. På gatan nedanför gör sig Wiggum och Springfield Polisen sig redo att skjuta tårgas.

## Produktion
Ursprungliga idén till avsnittet skulle vara att Homer skulle gå med i en barbershop-grupp i en parodi av The Beatles. Avsnitt skrevs av Jeff Martin och regisserades av Mark Kirkland. Mark Kirkland är ett fans av Beatles och ville att alla referenser till dem var korrekta. Animatörerna ska ha gillat att göra avsnittet, de arbetade också med en koreografi för att göra så att gruppens danser skulle passa till musiken. Flera referenser till avsnittet togs från Let It Be. I bytesbasaren hittar Lisa en Malibu Stacy-docka från 1958 med stora bröst som drogs in för den stack barnen i ögonen. De som har hand om censuren på Fox gillade inte skämtet men producenterna behöll den ändå.
Sångarna sjungs av The Dapper Dans, de valdes eftersom Martin hade sett dem uppträda innan. För att sångerna ska låta bra lät de också de vanliga röstskådespelarna sjunga och de lät deras framträdande ligga på i bakgrunden av sångarna. George Harrison gästskådespelar som sig själv. Harrison spelade in sina repliker i West Los Angeles. Al Jean och Mike Reiss fick order att inspelningen skulle vara hemlig, med på inspelningen var också Matt Groening som inte visste om förbudet och spred nyheten. Då producenterna pratade om Beatles med Harrison svarade han inte, vilket han dock gjorde när Groening började prata om Wonderwall Music. Harrisons medverkan är en av Groenings favoriter. David Crosby medverkar som sig själv också, hans repliker spelades in samtidigt som hans förra gången han medverkade i serien.
"Homer's Barbershop Quartet" valdes som säsongspremiär eftersom Harrison medverkade. Fox själva ville ha "Homer Goes to College" som premiäravsnitt.  The episode originally aired on the Fox network in the United States on September 30, 1993. Avsnittet finns med på videoutgåvan The Simpsons: Backstage Pass.

## Kulturella referenser
Albumet Meet the Be Sharps är en parodi på Meet the Beatles. Moe's Tavern heter i avsnittet, Moe's Cavern som en parodi på Cavern Club. Clancy Wiggum gav bandet för mycket Village People eftersom de har en polis i bandet, han sparkades eftersom Pete Best ersattes i Beatles av Ringo Starr. Albumet Bigger Than Jesus är en referens till vad Beatles har kallat sig och omslaget är en referens till Abbey Road. På baksidan av albumet är Homer vänd mot kameran vilket är en referens till Sgt. Pepper's Lonely Hearts Club Band. Barneys japanska flickvän är en referens till Yoko Ono. Barney och hans flickvän gör låten "Number 8" vilket är en referens till "Revolution 9". Att bandet hade en återförening på taket i Moe's Tavern är det en referens till inspelningen av Let It Be vilket George Harrison hänvisar till då han säger att det har redan har gjorts då han ser dem. De har i den scenen och samma kläder som Beatles hade då de var på taket. Efter framträdandet säger Homer samma sak som John Lennon efter deras uppträdande.
På bytesbasaren när borgmästare Quimby inviger refererar han till John F. Kennedys Ich bin ein Berliner. När Homer tittar i en låda med saker som kostar fem cent styck är prylarna United States Declaration of Independence, Action Comics #1, feltryckta Inverted Jenny-frimärken och en violin av Stradivarius. Homer kallade alla för skräp. Rektor Skinner hittar sin fängelsemask med nummer 24601, vilket är samma som Jean Valjeans i Samhällets olycksbarn. Då Homer var berömd köpt han till sin far en Cadillac, samma som Elvis Presley gjorde för sin mamma. Clancy Wiggum kollar på TV när Johnny Carson gör sin Carnac the Magnificent-skämt. Homer nämner att 1985 var året då Joe Piscopo lämnade NBC:s Saturday Night Live. Moe säljer ostronskal som ser ut som Lucille Ball. På Grammy-galan fanns också Spinal Tap och MC Hammer. Bart och Lisa hittar på basaren ett LP-album med  "Yankee Doodle" av Melvin and the Squirrels som en parodi på Alvin och gänget.

## Mottagande
Avsnittet hamnade på plats 30 över mest sedda program under vecka med en Nielsen ratings på 12.7 vilket gav 11 963 400 hushåll. I DVD Verdict fick avsnittet betyg A. I DVD Movie Guide beskrev Colin Jacobson avsnittet som en storstart på säsongen och gillar parodierna på Beatles och anser att George Harrison är den bästa Beatles-medlem i seriens historia. Avsnittet fick betyg 5 av 5 hos DVD Talk som gillade alla fyra delarna i avsnittet och deras hänvisningar till popkulturen. Hos TV DVD Reviews anser de att alla delar i avsnittet prickar rätt och gillar Harrisons medverkan. Avsnittet hyllades i The Washington Post som det bästa programmet under sändningstiden. The Courier-Mail anser att avsnittet är underhållande. Sunday Tasmanian kallade avsnittet för förstklassigt. Current Film uppskattade handlingen och användningen av huvudpersonerna men anser att det inte är tillräckligt roligt. The Age kallade avsnittet för ett hemskt avsnitt och en dålig parodi på Beatles och gissar att det var för nästan alla författare byttes ut då avsnittet producerades.
IGN anser att gästskådespelarna från Beatles är de tionde bästa i seriens historia under 2006. Toronto Star anser att bandet är den femte bästa gästeskådespelaren under 2007. Andrew Martin på Prefix Mag anser att George Harrison är den fjärde bästa musikgästskådespelaren i serien under 2011.